# Sphaerophoria cleoae
Sphaerophoria cleoae là một loài ruồi trong họ Ruồi giả ong (Syrphidae). Loài này được Metcalf mô tả khoa học đầu tiên năm 1917. Sphaerophoria cleoae phân bố ở miền Tân bắc